# Мокроновский, Станислав
Станислав Мокроновский (10 января 1761, Богуцин — 19 октября 1821, Варшава) — польский военный и государственный деятель, камергер последнего короля Речи Посполитой Станислава Августа Понятовского, депутат Четырёхлетнего сейма, генерал-лейтенант польской армии, участник русско-польской войны 1792 и восстания Костюшко в 1794 годах.

## Биография
Представитель польского дворянского рода Мокроновских герба «Богория». Сын Людвика Мокроновского и Жозефины Чосновской, племянник воеводы мазовецкого Анджея Мокроновского.
Станислав Мокроновский первичное образование получил у иезуитов, в 1775—1777 годах учился в Варшавской рыцарской школе, в 1777—1780 годах — в парижской военной школе.
В мае 1780 года повступил в чине хорунжего в коронную армию Речи Посполитой, а уже менее через два года вышел в отставку в чине поручика. В 1782—1788 годах — служил во французской армии в чине капитана королевского немецкого полка.
После возвращения из Франции в Польшу Станислав Мокроновский служил вице-бригадиром (1788), а затем бригадиром (1792) в народной кавалерии. В 1788 году был избран послом (депутатом) от Вышеградской земли на Четырёхлетний сейм.
В 1792 году Станислав Мокроновский участвовал в русско-польской войне. За отличие в битве при Зеленцах был награждён чином генерал-майора и крестом «Virtuti Militari». После присоединения польского короля Станислава Августа Понятовского к Тарговицкой конфедерации вышел в отставку.
В 1794 году Станислав Мокроновский принял деятельное участие в польском восстании (инсуррекции) под предводительством Тадеуша Костюшко. Придерживался консервативных и роялистких взглядов, враждовал с представителями радикального крыла восстания (якобинцами). 25 апреля 1794 года Тадеуш Костюшко выдал Станиславу Мокроновскому патент генерал-лейтенанта и назначил его комендантом Варшавы и командующим повстанческими отрядами Мазовецкого княжества. Также он был назначен членом Временного совета снабжения, но из-за критики политики Т. Костюшко был отстранен от должности.
15 июня польский диктатор Тадеуш Костюшко назначил Станислава Мокроновского командиром отдельной дивизии, а 10 августа — командующим повстанческими отрядами в Великом княжестве Литовском вместо больного Михаила Виельгорского.
В середине августа 1794 года Станислав Мокроновский прибыл в Брест-Литовский. Он планировал сконцентрировать литовские войска в двух пунктах: под Брестом и между Брестом и Гродном, чтобы не дать возможности русской армии переправиться через Буг и вторгнуться вглубь Польши. Однако слабое состояние литовских сил принудили С. Мокроновского 5 сентября 1794 года подать рапорт об отставке. Тадеуш Костюшко не принял отставку Мокроновского и приказал ему дать битву русской армии. 29 сентября 1794 года Костюшко прибыл в Гродно, где вручил Мокроновскому золотой перстень с надписью «Отечество своему защитнику».
В качестве военачальника Станислав Мокроновский сыграл заметную роль во время осады Варшавы русско-прусской армией, командовал армией в сражении при Блоне и в Литве, откуда вывел остатки литовской армии к Варшаве. Русский полководец А. В. Суворов попытался помешать соединению польских дивизий под столицей. Но Станислав Мокроновский, пожертвовав одной из колонн литовской армии в бою при Кобылке, привел остальные силы к Варшаве.
Вместе с генералами Юзефом Понятовским и Михалом Виельгорским Станислав Мокроновский относился с так называемой «придворной» партии среди организаторов восстания.
В октябре 1794 года Станислав Мокроновский подал в отставку. После поражения восстания он эмигрировал из Польши в Италию, затем вернулся в Варшаву, где, между прочим, участвовал в акции по возведению памятника Юзефу Понятовскому. Скончался в Варшаве и был похоронен в костёле капуцинов.
Станислав Мокроновский — четвёртый польский военачальник после Юзефа Понятовского, Тадеуша Костюшко и Михаила Виельгорского, награждённый орденом «Virtuti Militari». Кроме того, был кавалером орденом Святого Станислава (1791) и Белого Орла (1815).

## Семья
В 1794 году женился на княжне Марии Марианне Сангушко-Ковельской, дочери воеводы волынского, князя Иеронима Януша Сангушко (1743—1812) и Урсулы Сесилии Потоцкой (1747—1772), и от брака с которой имел дочь Анну (род. 1804).